# ヴェーザーシュタディオン
ヴェーザーシュタディオン（Weserstadion）は、ドイツ・ブレーメンにあるスタジアム。ブンデスリーガ・ヴェルダー・ブレーメンのホームスタジアムである。その名のとおり、ブレーメン市内を流れるヴェーザー川の河畔に位置している。
1947年に開場。こけら落とし試合はVfLオスナブリュック戦。1983年と1995年のドイツ陸上競技選手権大会の開催、2001年には陸上ヨーロピアンカップが開催された。2005年の改修で陸上トラックを撤去し、サッカー専用スタジアムとなる。2008年にソーラーパネルが備えられた。またコンサートの開催も多く、これまでボン・ジョヴィ、マイケル・ジャクソン、デペッシュ・モード、メタリカ、ローリング・ストーンズ、ティナ・ターナー、U2、ヴァン・ヘイレンらがライブを行った。

## 同スタジアムで開催されたドイツ代表試合の結果
| 日時          | 対戦国                 | 結果      | 大会                                    | 観衆   |
| ------------- | ---------------------- | --------- | --------------------------------------- | ------ |
| 1939年5月23日 | アイルランド           | 1:1 (1:0) | 国際親善試合                            | 35.000 |
| 1980年2月27日 | マルタ                 | 8:0 (3:0) | UEFA欧州選手権1980予選                  | 38.000 |
| 1988年6月4日  | ユーゴスラビア         | 1:1 (0:1) | 国際親善試合                            | 13.000 |
| 1992年6月2日  | 北アイルランド         | 1:1 (1:1) | 国際親善試合                            | 30.000 |
| 1997年4月30日 | ウクライナ             | 2:0 (0:0) | 1998 FIFAワールドカップ・ヨーロッパ予選 | 33.242 |
| 1999年4月28日 | スコットランド         | 0:1 (0:0) | 国際親善試合                            | 27.000 |
| 2001年5月29日 | スロバキア             | 2:0 (0:0) | 国際親善試合                            | 18.000 |
| 2003年4月30日 | セルビア・モンテネグロ | 1:0 (0:0) | 国際親善試合                            | 26.000 |
| 2005年9月7日  | 南アフリカ共和国       | 4:2 (1:1) | 国際親善試合                            | 28.100 |